# Silvia Merlino
Silvia Merlino  (8 de junio de 1944 - 27 de junio de 2007) cuyo nombre completo era Silvia Julia Merlino fue una actriz argentina de cine y televisión que alcanzó la popularidad cuando interpretó el papel de la hija en el exitoso  programa de televisión La Familia Falcón
Nació en el barrio de Almagro de la ciudad de Buenos Aires pero cuando era pequeña su familia se trasladó al de Flores donde habitó el resto de su vida.

## Carrera actoral
Cuando a los 13 años fue a presenciar un programa de televisión preguntas y respuestas fue vista por el director José María Tasca que buscaba para un nuevo programa una niña de sus características y le ofreció realizar una prueba, tras la cual comenzó a actuar en el teleteatro La inocente. Realizó apariciones en El teatro del sábado, El cuadro de mi familia, El show de Baby Bell y en Las brujas de Salem, siendo destacada su participación en este último programa en el que también actuaba Pedro López Lagar.
En 1962 fue llamada por Hugo Moser para participar en un nuevo programa de televisión que giraría alrededor de la vida de una familia de clase media, a la manera de lo que en los años 40' había sido el exitoso programa radial de Los Pérez García. El matrimonio estaba representado por las primeras figuras Pedro Quartucci y Elina Colomer y en el papel de los hijos actuaban, además de Merlino, Emilio Comte, Alberto Fernández de Rosa y por José Luis Mazza, completándose el elenco con Roberto Escalada en el papel del tío solterón y Ovidio Fuentes como novio de Merlino. El programa llamado La Familia Falcón transmitido por Canal 13 duró siete años y medio y pronto su figura rubia y su gran simpatía se  hicieron muy populares y la determinaron a optar en forma definitiva  por la actuación y dejar los estudios de piano y danza.
En cine, Merlino actuó en la película de La familia Falcón (1963), Villa Cariño está que arde (1968), ¡Qué noche de casamiento! (1969) y ¡Qué linda es mi familia! (1980).
Participó también en telenovelas y tiras juveniles como Con amor, María Chiquita o Clave de Sol, donde interpretó a Clara, la madre del personaje de Leo Sbaraglia.
Se había casado el 24 de noviembre de 1962 con Emilio Comte a quien había conocido en  Tovarich, una de las obras del Teatro del sábado y fue su compañero de trabajo en La familia Falcón, con el que  tuvieron cuatro hijos: Gabriela, Karina, Luciano y Patricio. 
Falleció de un paro cardiorrespiratorio en Buenos Aires el 27 de junio de 2007.

## Filmografía
- ¡Qué linda es mi familia! (1980) dir. Palito Ortega.
- ¡Qué noche de casamiento! (1969) dir. Julio Porter.
- Villa Cariño está que arde (1968) dir. Emilio Vieyra.
- La familia Falcón (1963) dir. Román Viñoly Barreto.

## Televisión
- La Familia Falcón (1962) canal 13
- Teatro como en el teatro (1963). Ep. Había sido Juancito
- Su comedia favorita (1965) canal 9
- La pulpera de Santa Lucía (1968) canal 9
- Cuando vuelvas a mí (1969)
- La Pecosa (1971)
- Una escalera al cielo (1979)
- Crecer con Papá (1982)
- Momentos de incertidumbre (1985) canal 13
- El pulpo negro (1985) canal 9
- Clave de Sol (1987) canal 13
- Amigos son los amigos (1991) TELEFE Capítulo 71 Actriz Invitada
- Fiesta y bronca de ser joven (1992)Canal 9
- Alta comedia: "Lo que no nos dijimos". (1995) Canal 9